# 웨스트엔드 (런던)

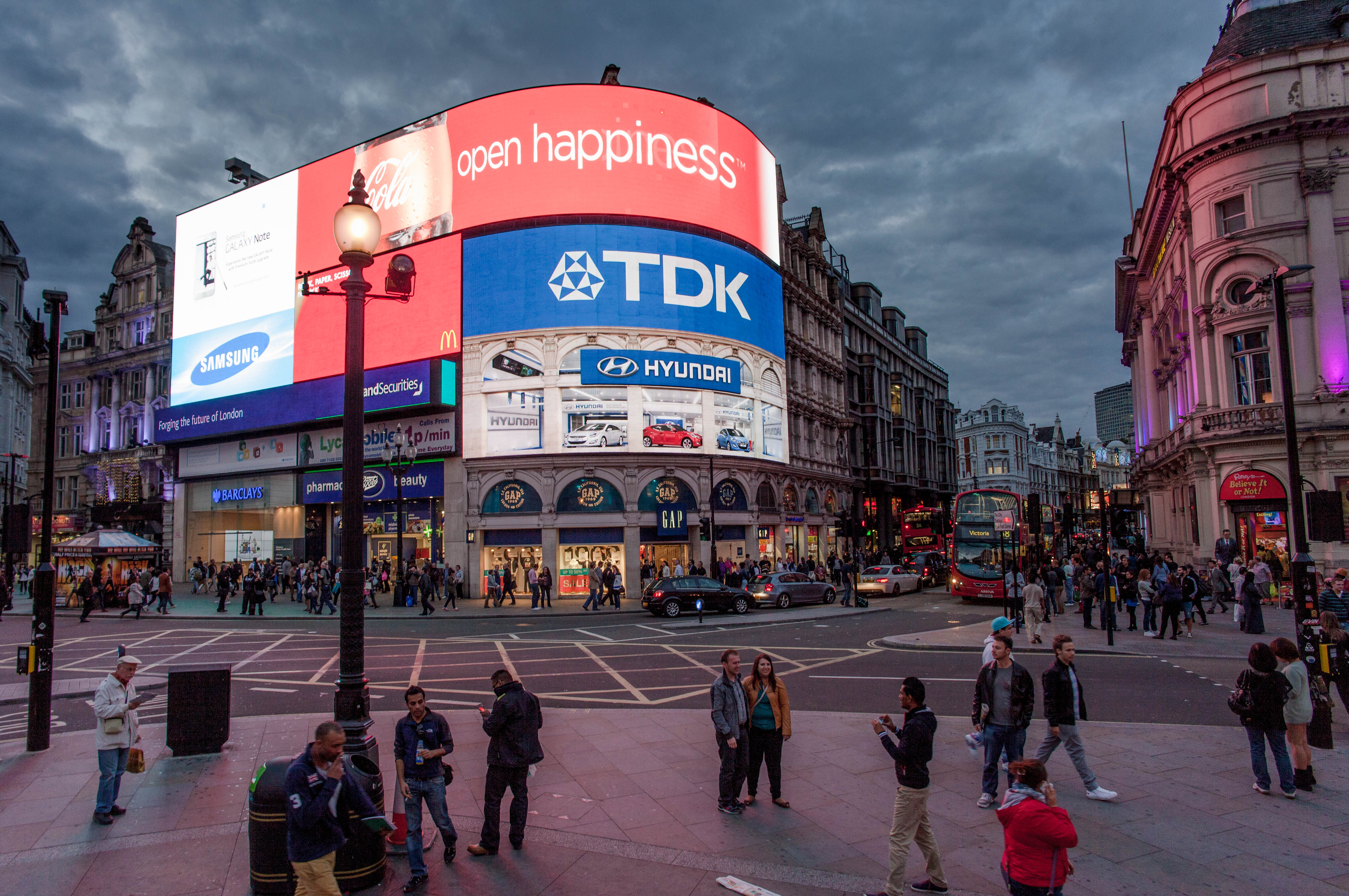
2012년의 웨스트엔드의 심장 피카딜리 서커스

웨스트엔드(West End)는 잉글랜드의 런던의 한 지역으로 행정, 상업, 문화 시설이 집중된 곳이다. 웨스트엔드 연극처럼 공연 문화도 발달한 지역이다.
웨스트엔드라는 지명이 처음 사용된 것은 19세기 초로, 차링 크로스를 기준으로 상류 사회가 형성되어 있는 서쪽 지역을 가리키는 말이었다. 웨스트엔드는 웨스트민스터 시와 캠던구의 대부분을 차지한다.
시티오브런던이나 스퀘어마일이 런던의 핵심 금융 업무 지구라면, 웨스트엔드는 주요 상업 문화 중심지라고 할 수 있다. 영국에서 가장 큰 중심업무지구가 형성되어 있으며, 그 규모와 위상은 뉴욕 시의 미드타운 맨해튼, 서울특별시의 강남구, 도쿄도의 시부야, 마드리드의 솔 지구, 파리의 8구, 로마의 EUR 지구와 비견할 만하다. 사무실 임대료 역시 세계에서 가장 비싼 지역 중 하나로 실리콘밸리의 샌드힐 로드에 이어 2위를 차지하고 있다.

## 역사

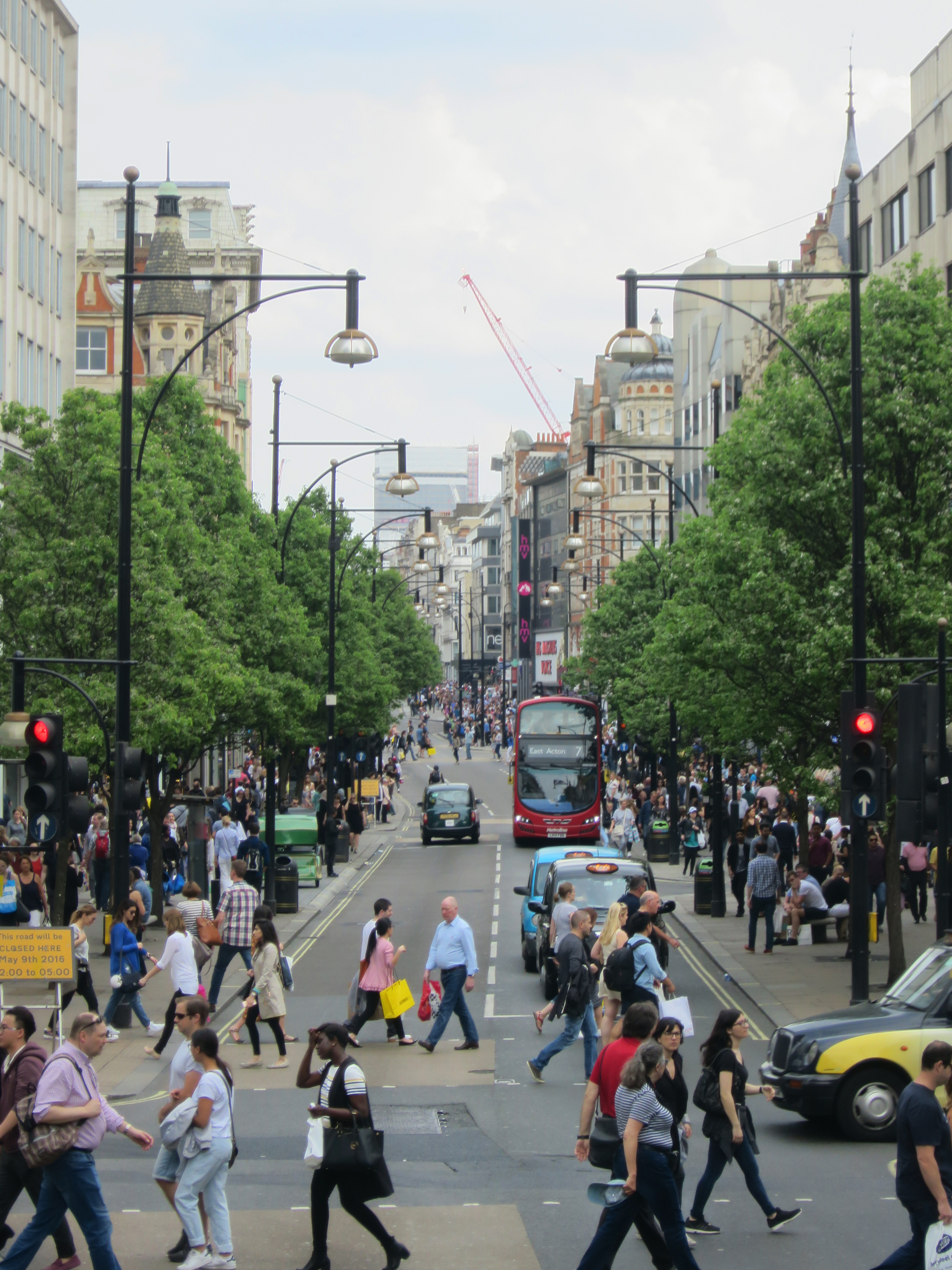
웨스트엔드의 주요 쇼핑지역의 하나인 옥스퍼드 거리

고대 로마와 중세 시대의 런던 시 바로 서쪽에 자리해 있었던 웨스트엔드는 혼잡한 시내에서 나오는 연기가 바람을 맞아 오지 않는다는 이유 때문에 부유층들로부터 거주지로 인기를 끌었다. 또한 국왕이 머물던 웨스트민스터 궁전과도 가까웠으며, 대부분 지역은 시티오브웨스트민스터 (32개 런던구 중 하나)에 편입됐다.
17세기부터 19세기까지 개발을 거치면서 여러 궁전과 값비싼 도시 주택, 고급 상점과 오락 시설이 들어섰다. 한편 시내 주변에 밀접해 있던 홀본, 세븐다이얼스, 코번트 가든 지역은 예로부터 가난한 사람들이 모여 살던 곳이었지만 19세기 들어서 모두 정리되고 재개발이 진행됐다. 이러한 지역들이 전부 모여 오늘날의 웨스트엔드를 이루게 되었다.

## 경계
웨스트엔드라는 용어는 런던 사람들이 붙인 구어체 지명으로, 지리학적으로나 행정상으로나 공식적인 정의는 없기에, 웨스트엔드의 경계는 어디까지인가는 논란거리다. 한 기록에 따르면 웨스트엔드에 포함되는 지구로는 메이페어, 소호, 코번트 가든, 피츠로비어, 메릴본을 들 수가 있다. 이 기준을 따른다면 웨스트엔드는 동쪽으로 템플, 홀본, 블룸스베리를, 북쪽으로 리전트 파크를, 서쪽으로 패딩턴, 하이드 파크, 나이츠브리지를, 남쪽으로 빅토리아와 웨스트민스터를 마주하게 된다.
한편 시티오브웨스트민스터에 속한 워드 (소구역) 중에는 '웨스트엔드'라는 지역이 있다. 이 워드도 앞서 소개한 기준과 상당히 비슷한 것을 경계로 삼고 있는데 메이페어, 소호, 피츠로비어와 메릴본 일부 지역이 속해 있다.

## 유명한 거리
- 앨버말 가
- 베이커 가
- 본드 가
- 카너비 가
- 차링크로스 로
- 덴마크 가
- 고어 가
- 그레이트말보로 가
- 그레이트포틀랜드 가
- 할리 가
- 헤이마켓
- 하이홀본
- 킹스로드
- 킹스웨이
- 올드콤튼 가
- 옥스퍼드 가
- 파크레인
- 피카딜리
- 리전트 가
- 섀빌로
- 섀프츠베리 애비뉴
- 스트랜드
- 토터넘코트 로
- 워더 가

## 유명한 광장

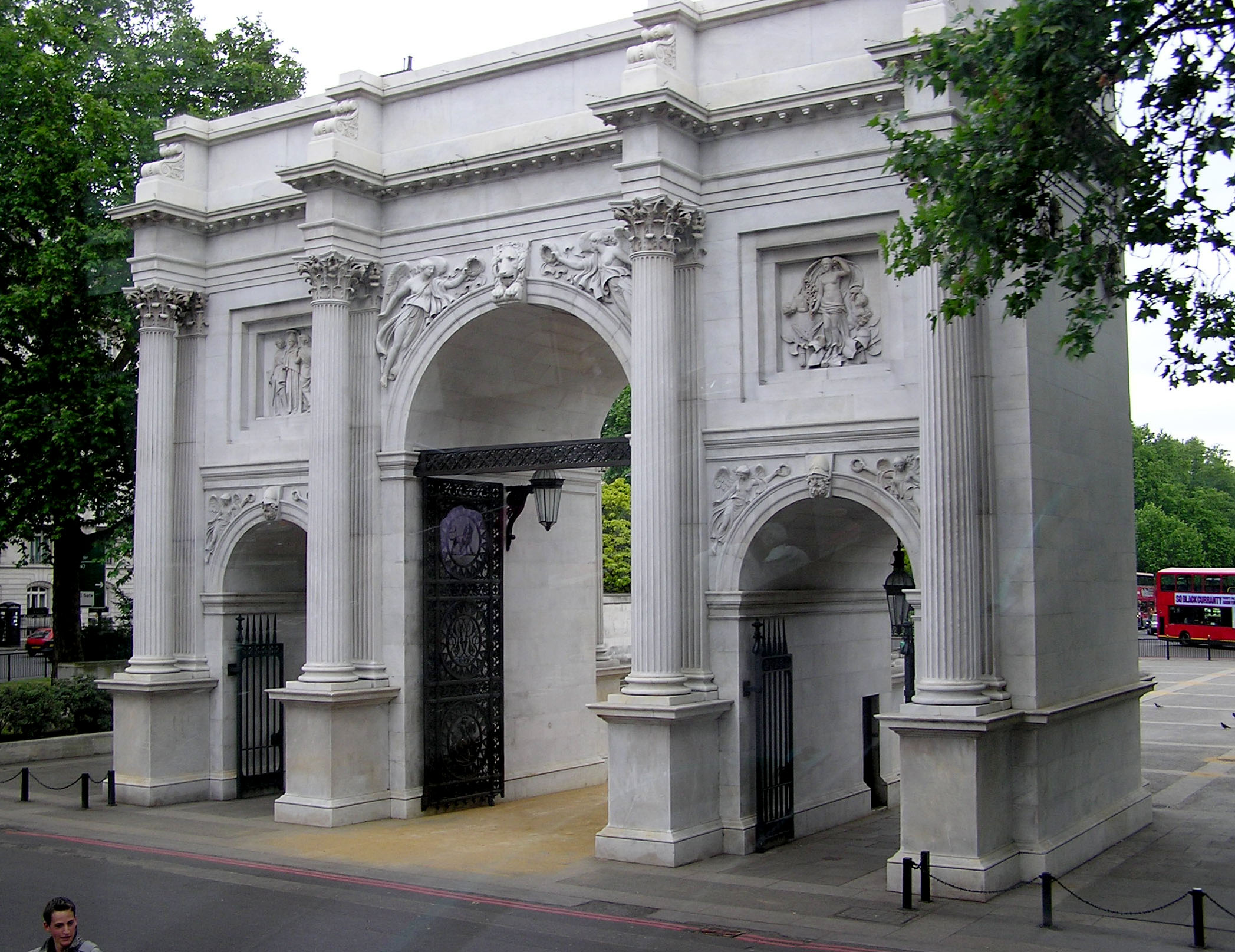
마비 아치

웨스트엔드는 수많은 유명 광장과 피카딜리 (원형 광장)이 밀집해 있는데, 특히 이 피카딜리의 이름을 따와 런던의 여러 로터리에 각각 붙여지기도 했다.
- 버클리 광장
- 케임브리지 서커스
- 그로스베너 광장
- 하이드 파크 코너
- 레스터 광장
- 맨체스터 광장
- 마블 아치
- 옥스퍼드 서커스
- 피카딜리 서커스
- 러셀 광장
- 소호 광장
- 세인트 자일스 광장
- 트라팔가 광장

## 교통
런던 지하철의 여러 노선이 지나간다. 다음은 웨스트엔드에 위치한 지하철 역이다.
- 베이커 스트리트
- 본드 스트리트
- 차링 크로스
- 코번트 가든
- 임뱅크먼트
- 구지 스트리트
- 그레이트 포틀랜드 스트리트
- 그린 파크
- 홀본
- 하이드 파크 코너
- 레스터 스퀘어
- 마비 아치
- 옥스퍼드 서커스
- 피카딜리 서커스
- 리전트 파크
- 러셀 스퀘어
- 세인트 제임스 파크
- 템플
- 토터넘 코트 로드
- 빅토리아
- 워런 스트리트
- 웨스트민스터